# Ахмед аль-Гамди
Ахмед Салих Саид аль-Курши аль-Гамди (араб. احمد الاح بعيد الغامدي‎; 2 июля 1979, Эль-Баха, Саудовская Аравия — 11 сентября 2001, Нью-Йорк, США) — террорист-смертник и авиаугонщик саудовского происхождения, связанный с Аль-Каидой. Один из 19 смертников, осуществивших теракты 11 сентября 2001 года. Один из пятерых угонщиков, захвативших самолёт Boeing 767-222 рейса United Airlines 175, врезавшийся в Южную башню Всемирного Торгового Центра.

## Биография
Имам аль-Гамди был родом из провинции Аль-Бахах, расположенной на юго-западе Саудовской Аравии. Аль-Гамди принадлежал к одной группе с другими угонщиками — Саидом аль-Гамди, Ахмедом аль-Хазнави и своим братом Хамзой аль-Гамди. Эта группа считается одной из самых религиозных среди угонщиков, и считается, что они познакомились друг с другом в 1999 году.
Известный во время подготовки как аль-Джараа, он единственный из угонщиков, использовавший вариацию собственного имени, аль-Гамди бросил школу, чтобы воевать в Чечне в 2000 году, и получил визу США 3 сентября того же года. В ноябре он и Салим аль-Хазми вылетели в Бейрут, но разными рейсами и в разное время.
Возможно, в марте 2001 года аль-Гамди, а позже и другие угонщики, встречались с иорданцем в Коннектикуте, который был обвинён в предоставлении фальшивых документов по меньшей мере 50 нелегальным иностранцам.
Он позвонил своим родителям в июле 2001 года, но не упомянул, что находится в США.

## Террористический акт 11 сентября
29 или 30 августа его брат Хамза аль-Гамди купил в Интернете для них обоих билеты на рейс 175 авиакомпании United Airlines.
Братья остановились в отеле Charles в Кембридже, штат Массачусетс. 8 сентября они выписались из отеля и переехали в отель Days Inn в Брайтоне, где оставались до дня терактов.
Утром 11 сентября 2001 года Ахмед аль-Гамди вышел из отеля вместе со своим братом, и они вдвоём на одном такси добрались до международного аэропорта Логан. Там аль-Гамди предъявил паспорт, выданный ему в Виргинии, и поднялся на борт, где сел на самое дальнее заднее место среди угонщиков, 9D, помог угнать самолёт. Братья оттеснили пассажиров и членов экипажа в заднюю часть самолёта, а Файез Банихаммад и Моханд аш-Шехри убили пилотов — Виктора Сарачини и Майкла Хоррокса. Марван аш-Шеххи взял на себя управление захваченным самолётом. В 9:03 авиалайнер врезался в Южную башню ВТЦ.